# Општина Босилеград
Општина Босилеград (буг. Община Босилеград) је део Пчињског округа чије седиште је Врање. Састоји се од градског насеља Босилеграда и околних села. Према подацима са последњег пописа 2022. године у општини је живело 6.065 становника (према попису из 2011. било је 8.129 становника).

## Насељена места
Општина Босилеград се састоји из 37 насељених места од којих је једно градско, Босилеград. Највећа насељена места су Босилеград и Рајчиловци која су и једина са преко хиљаду становника, једно има преко 200 становника (Доња Љубата), пет између 100 и 200 (Горња Лисина, Горња Љубата, Доња Лисина, Гложје, Дукат и Радичевци), а осталих 28 места имају мање од 100 становника.
| Насељено место     | Број становника | Број становника | Промена (%) | Етничка већина (2022) |
| Насељено место     | Попис 2011.     | Попис 2022.     | Промена (%) | Етничка већина (2022) |
| ------------------ | --------------- | --------------- | ----------- | --------------------- |
| Барје              | 11              | 3               | -72,73%     | Непознато             |
| Белут              | 58              | 29              | -50,00%     | Бугари                |
| Бистар             | 107             | 65              | -39,25%     | Бугари                |
| Босилеград         | 2.624           | 2.348           | -10,52%     | Бугари                |
| Бранковци          | 77              | 43              | -44,16%     | Срби (рел.)           |
| Бресница           | 45              | 29              | -35,56%     | Срби                  |
| Буцељево           | 14              | 5               | -64,29%     | Срби                  |
| Гложје             | 278             | 125             | -55,04%     | Бугари                |
| Голеш              | 28              | 16              | -42,86%     | Бугари                |
| Горња Лисина       | 328             | 189             | -42,38%     | Бугари (рел.)         |
| Горња Љубата       | 296             | 137             | -53,72%     | Бугари                |
| Горња Ржана        | 66              | 30              | -54,55%     | Бугари                |
| Горње Тламино      | 129             | 60              | -53,49%     | Бугари                |
| Грујинци           | 63              | 33              | -47,62%     | Бугари                |
| Доганица           | 28              | 14              | -50,00%     | Нема већине           |
| Доња Лисина        | 195             | 126             | -35,38%     | Неизјашњени           |
| Доња Љубата        | 270             | 211             | -21,85%     | Бугари                |
| Доња Ржана         | 49              | 20              | -59,18%     | Бугари                |
| Доње Тламино       | 162             | 90              | -44,44%     | Бугари                |
| Дукат              | 260             | 116             | -55,38%     | Бугари                |
| Жеравино           | 16              | 17              | +6,25%      | Срби                  |
| Зли Дол            | 129             | 63              | -51,16%     | Бугари                |
| Извор              | 61              | 37              | -39,34%     | Бугари                |
| Јарешник           | 50              | 31              | -38,00%     | Срби                  |
| Караманица         | 47              | 14              | -70,21%     | Непознато             |
| Милевци            | 77              | 49              | -36,36%     | Бугари                |
| Млекоминци         | 88              | 65              | -26,14%     | Неизјашњени           |
| Мусуљ              | 77              | 36              | -53,25%     | Бугари                |
| Назарица           | 28              | 9               | -67,86%     | Срби                  |
| Паралово           | 104             | 88              | -15,38%     | Бугари                |
| Плоча              | 49              | 33              | -32,65%     | Бугари (рел.)         |
| Радичевци          | 155             | 100             | -35,48%     | Срби (рел.)           |
| Рајчиловци         | 1.840           | 1.612           | -12,39%     | Бугари                |
| Ресен              | 66              | 42              | -36,36%     | Бугари                |
| Рибарци            | 23              | 13              | -43,48%     | Неизјашњени           |
| Рикачево           | 87              | 69              | -20,69%     | Бугари                |
| Црноштица          | 144             | 98              | -31,94%     | Бугари                |
| Општина Босилеград | 8.129           | 6.065           | -25,39%     | Бугари                |

## Демографија
|             | \| Демографија[3] \| Демографија[3] \| Демографија[3] \| \| Година \| Становника \| Становника \| \| -------------- \| -------------- \| -------------- \| \| 1948. \| 18.816 \| \| \| 1953. \| 19.751 \| \| \| 1961. \| 18.368 \| \| \| 1971. \| 17.306 \| \| \| 1981. \| 14.196 \| \| \| 1991. \| 11.644 \| \| \| 2002. \| 9.931 \| \| \| 2011. \| 8.129 \| \| \| 2022. \| 6.065 \| \| |            |
| Демографија | |            |
| Година      | Становника | Становника |
| 1948.       | 18.816 |            |
| 1953.       | 19.751 |            |
| 1961.       | 18.368 |            |
| 1971.       | 17.306 |            |
| 1981.       | 14.196 |            |
| 1991.       | 11.644 |            |
| 2002.       | 9.931 |            |
| 2011.       | 8.129 |            |
| 2022.       | 6.065 |            |

Општина Босилеград је према последњем попису из 2022. године имала 6.065 становника што је за 2.064 мање (-25,39%) у односу на претходни попис 2011. на коме је било 8.129 становника.
Према попису из 2022. већину становништва су чинили Бугари који чине 67,19% укупног становништва. Од мањина највише је било Срба (12,96%) и Рома (2,36%). Од 37 насеља, у 24 су већину чинили Бугари, у 7 Срби,  у три се већина није изјаснила, у два је непозната, а у једном није било већине.
| Етнички састав према попису из 2022.‍ | Етнички састав према попису из 2022.‍ | Етнички састав према попису из 2022.‍ | Етнички састав према попису из 2022.‍ | Етнички састав према попису из 2022.‍ |
| ------------------------------------ | ------------------------------------ | ------------------------------------ | ------------------------------------ | ------------------------------------ |
|                                      |                                      |                                      |                                      |                                      |
| Бугари                               | Бугари                               |                                      | 4.075                                | 67,19%                               |
| Срби                                 | Срби                                 |                                      | 786                                  | 12,96%                               |
| Роми                                 | Роми                                 |                                      | 143                                  | 2,36%                                |
| Македонци                            | Македонци                            |                                      | 26                                   | 0,43%                                |
| Југословени                          | Југословени                          |                                      | 18                                   | 0,30%                                |
| Украјинци                            | Украјинци                            |                                      | 4                                    | 0,07%                                |
| Остали                               | Остали                               |                                      | 27                                   | 0,45%                                |
| Неизјашњени                          | Неизјашњени                          |                                      | 690                                  | 11,38%                               |
| Непознато                            | Непознато                            |                                      | 296                                  | 4,88%                                |

| Састав становништва – општина Босилеград | Састав становништва – општина Босилеград | Састав становништва – општина Босилеград | Састав становништва – општина Босилеград |
| ---------------------------------------- | ---------------------------------------- | ---------------------------------------- | ---------------------------------------- |
|                                          | 2022.                                    | 2011.                                    |                                          |
| Укупно                                   | 6.065 (100,00%)                          | 8.129 (100,00%)                          |                                          |
| Бугари                                   | 4.075 (67,18%)                           | 5.839 (71,82%)                           |                                          |
| Срби                                     | 786 (12,96%)                             | 895 (11,00%)                             |                                          |
| Неизјашњени                              | 690 (11,37%)                             | 1.110 (13,65%)                           |                                          |
| Остали                                   | 514 (8,47%)                              | 285 (3,50%)                              |                                          |

## Образовање
На територији општине се налази једна градска основна школа: „Георги Димитров”. Такође постоји и једна средња: Гимназија.

## Култура
- Центар за културу – Босилеград
- Културно-информативни центар „Босилеград“ бугарске националне мањине у Србији
- Библиотека Крајиште – Босилеград

## Православне цркве
На територији општине Босилеград постоји много православних храмова, део Архијерејског намесништва Босилеградског Епархије Врањске.
- Храм „Св. Тројица“, село Извор

Прекрасни храм је украшен иконама, дело мајстора Самоковске иконописне школе Димитра Зографа, сина Христа Димитрова и старији брат и учитељ Захарија Зографа. 1835. и 1854. године је изографисао 58 икона са иконостаса.
Овај храм је изграђен у време реформи у Османској империји, када је било дозвољено да се граде нове цркве једино на основама старих, тако да 21. јула 1833. султан Махмуд Хан II издаје ферман о изградњи овог храма. Овде је отворена и прва килијна школа а ова црква постаје централна нахијска или „вилајетна“ црква целог краја. Зграда је била импресивне величине за то време: 36 m дужине, 19.5 m ширине и око 720 m² површине. Изградња је трајала три године, а добровољни труд су уложили мештани. Мајстори зидари су дошли чак из Дебра. 
Уз помоћ ове цркве село Извор постаје средиште Ђустендилског крајишта (сада већим делом територије Општине Босилеград). У време „Комунизма“ црква је претрпела велике штете, већи део спољашњих мурала је окречен, а најцењеније иконе су украдене. Потребно је доста напора како би се реконструисала која је уједно и један вредан културно историјски споменик овог краја.
- Храм „Рождество Пресвете Богородице“, Босилеград, изграђен 1895. године
- Храм „Света Параскева“, село Рибарци
- Храм „Св. апостол Филип“, село Бистар, изграђен 1872. године
- Храм „Св. апостоли Петар и Павле“, село Божица, изграђен 1904. год.(Општина Сурдулица)
- Храм „Св. пророк Илија“, село Горња Лисина, изграђен 1889. год.
- Храм „Св. пророк Илија“, село Бресница
- Храм „Св. пророк Илија“, село Зли Дол
- Храм „Св. Спас“ - Вазнесење Господње, село Доња Љубата изграђен 1875.
- Храм „Св. Спас“ - Вазнесење Господње, село Рајчиловци
- Храм „Св. Спас“ - Вазнесење Господње, село Доња Лисина
- Храм „Св. архангел Михаил“, село Горња Љубата, изграђен 1920.
- Храм „Св. Јован Рилски“, село Паралово, изграђен 2009.
- Храм „Свети Харалампије“, село Бранковци
- Храм „Пресвета Богородица“, село Ресен
- Храм „Свети Никола“, село Божица (Општина Сурдулица)
- Храм „Свети Никола“, село Кострешевци(Општина Сурдулица)
- Храм „Свети Никола“, село Црноштица
- Храм „Архангел Гаврило“, село Колуница(Општина Сурдулица)
- Храм „Архангел Михаило“, село Стрезимировци(Општина Сурдулица)
- Храм „Великомученик Георгије“, село Топли Дол(Општина Сурдулица)
- Храм „Св. Тројица“, село Клисура(Општина Сурдулица)
- Ловачко удружење
- Фолклорни састав
- АК Младост Босилеград

## Медији
- Радио Кодал
- Радио Босилеград
- Кабловска ТВ Кодал